# Distrito de Chuquis
El distrito de Chuquis es uno de los 9 distritos y la capital de la provincia de Dos de Mayo, que se encuentra en el departamento de Huánuco; bajo la administración del Gobierno regional de Huánuco, en la zona central del Perú.
Desde el punto de vista jerárquico de la Iglesia católica forma parte de la Diócesis de Huánuco, sufragánea de la Arquidiócesis de Huancayo.

## Historia
Fue creado mediante Ley N° 11616 del 18 de septiembre de 1960, en el gobierno del Presidente Manuel Prado Ugarteche.

## Geografía
Tiene una extensión de 151,25 km² y a una altitud de 3 355 m s. n. m.
Latitud:  09°40'25"    Longitud: 76°92'09"

## Autoridades
GESTIÓN 2023 - 2026 
ALCALDE: Luis Remigio García
REGIDORES
-Dayse Jessica Justo Chacon 
-Elmer Sarmiento Rivera 
-Aurea Rosalina Sarmiento Reyes 
-Kimner Alejo Cabia Justo 
-Rocio Lola Iglesias Berrospi 

### Municipales
- 2011 - 2014[2]
  - Alcalde: Simeón Justo Iglesias, del Movimiento Político Hechos y No Palabras (HyNP).
  - Regidores:  Félix Fernando Chacón Dimas (HyNP), Edgar Espinoza Matto (HyNP),  Lusmila Chaupis Vásquez (HyNP), Milita Chaupis Rafaelo (HyNP), Josue Mariano Pablo (Acción Popular).[3]
- 2007 - 2010
  - Alcalde: Víctor Maulle Lavado Dimas.
- 2023-2026
  - Alcalde: LUIS REMIGIO GARCIA

### Policiales
- Comisario:  PNP.

### Religiosas
- Diócesis de Huánuco[4]
  - Obispo: Mons. Jaime Rodríguez Salazar, MCCJ.

## Galería
- Wikimedia Commons alberga una categoría multimedia sobre Distrito de Chuquis.